# Municipio de Barclay (Iowa)
El municipio de Barclay (en inglés: Barclay Township) es uno de los diecisiete municipios ubicados en el condado de Black Hawk en el estado estadounidense de Iowa. En el año 2000 el municipio tenía una población de 542 habitantes y una densidad poblacional de 5,8 personas por km².

## Geografía
El municipio de Barclay se encuentra ubicado en las coordenadas 42°31′02″N 92°07′54″O / 42.51722, -92.13167.